# A12 road

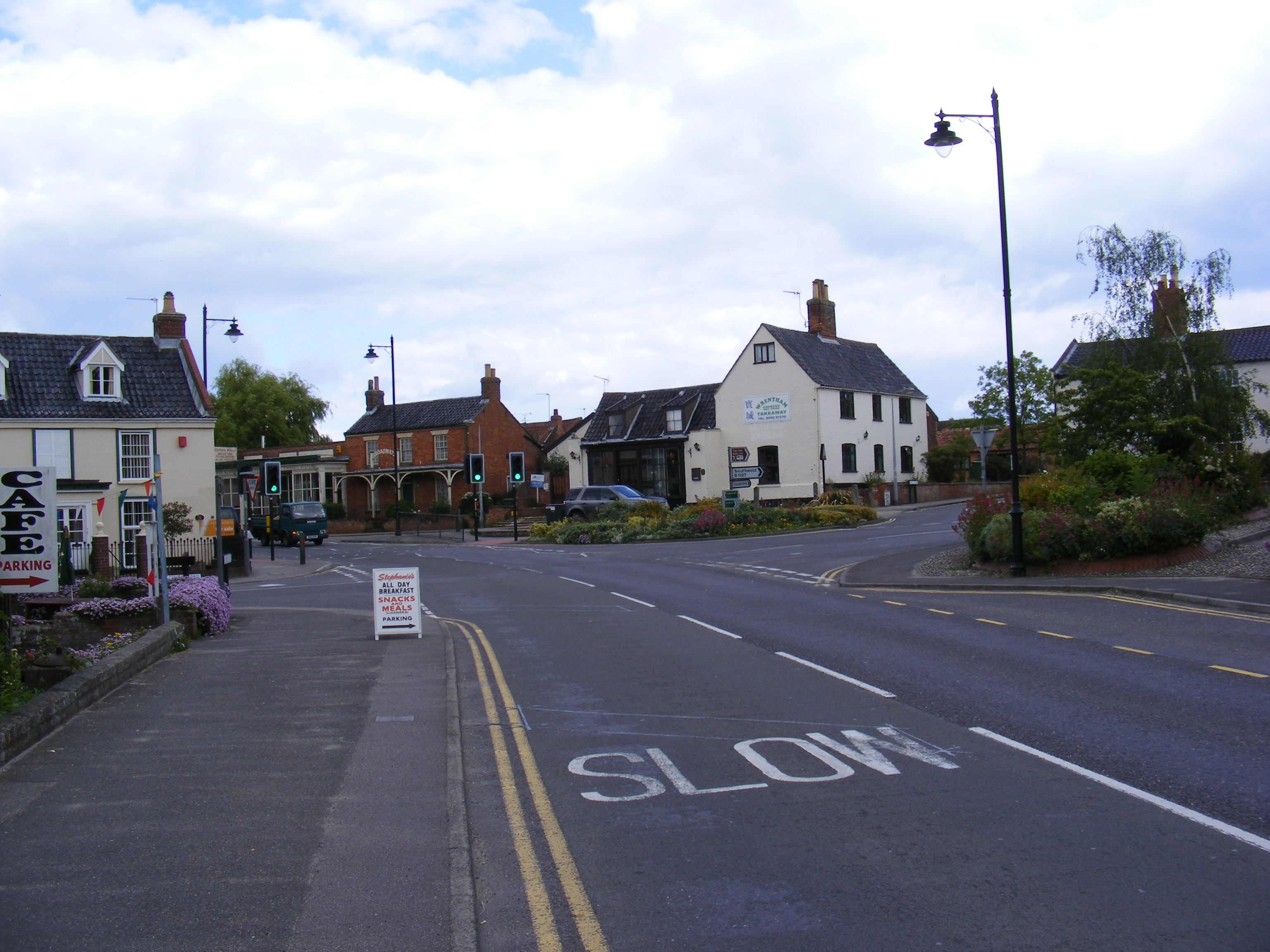
A 12 in Wrentham

A12 road (englisch für Straße A12) ist eine Fernverkehrsstraße in England. Sie beginnt in London, führt in nordöstlicher Richtung durch die Hauptstadt des Vereinigten Königreichs, kreuzt bei der Anschlussstelle Junction 28 den Londoner Autobahnring M25 motorway, und verläuft weiter durch Essex an Brentwood vorbei über Chelmsford, Witham und Colchester, nach dem Suffolk erreicht wird, nach Ipswich. Bis dort bildet sie zugleich einen Teil der Europastraße 30 (diese Bezeichnung erscheint nicht auf der Beschilderung). Von Ipswich führt sie weiter, zunächst gemeinsam mit der A14 road den River Orwell querend, über Woodbridge, Saxmundham und Blythburgh nach Lowestoft, der östlichsten Stadt des Königreichs.

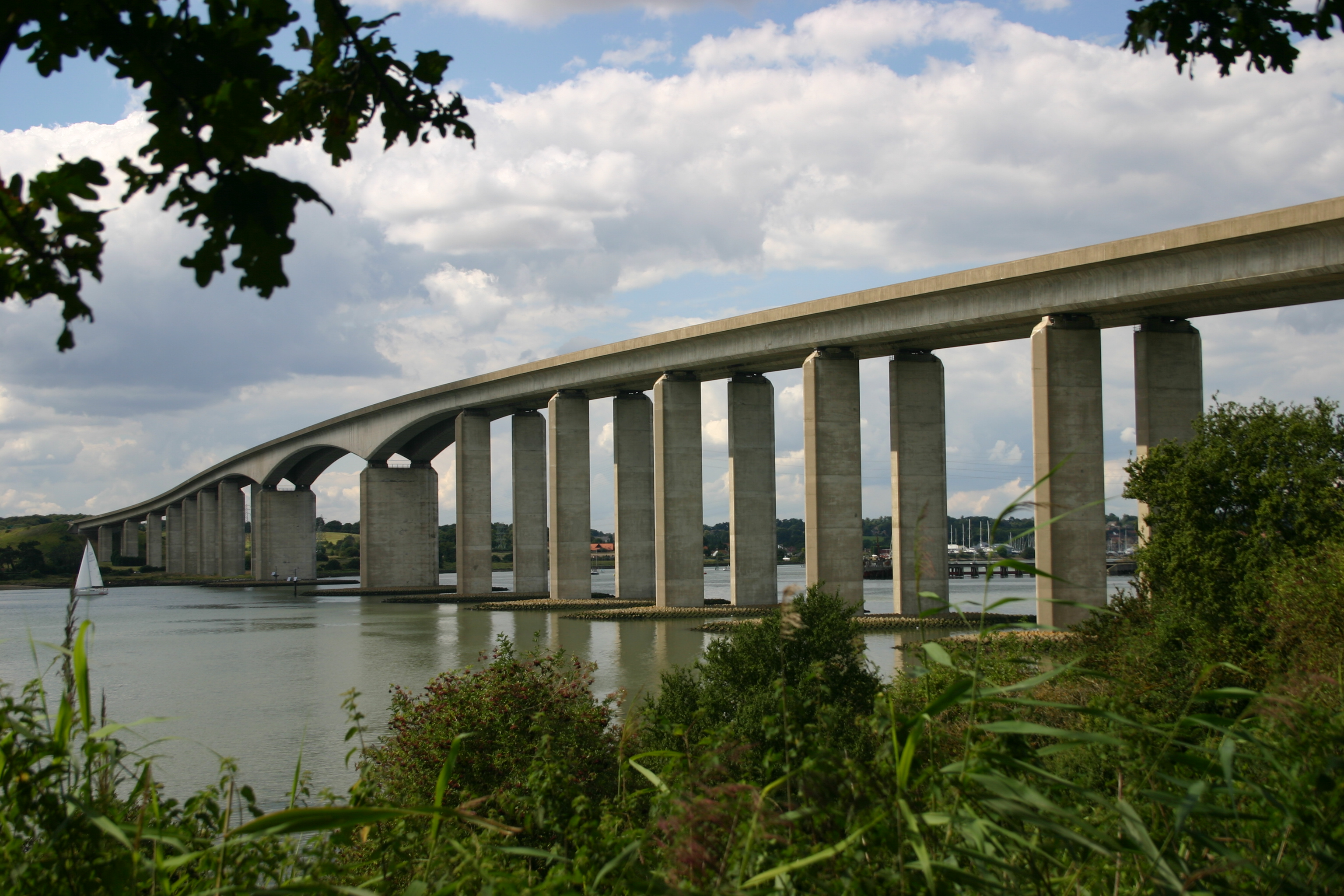
Brücke über den River Orwell bei Ipswich (gemeinsam mit A14 road) (Aufnahme 2004)

Die Straße ist von London bis Ipswich vierstreifig ausgebaut und hat nummerierte Ausfahrten. Chelmsford wird auf einem östlichen „bypass“ umfahren, von dem mehrere Zufahrten (Junction 26, 27 und über die A120 road zur A133 road) nach Clacton-on-Sea führen, auch Witham wird östlich umgangen, Colchester auf einem westlichen „bypass“. Ipswich wird im Süden umfahren. Auch der Abschnitt von Ipswich über Woodbridge bis Wickham Market ist größtenteils vierstreifig ausgebaut. Die Fortsetzung von Lowestoft nach Norwich bildet seit 2017 keinen Teil der A12 mehr.
Pläne für den Bau einer M12 motorway wurden 1994 endgültig aufgegeben.